# 李察靈駒
李察靈駒（日語：フサイチリシャール），是日本純種競賽馬匹。生涯活躍於一哩賽事，曾於2005年勝出朝日盃未來錦標並於同年獲得最佳2歲雄馬頭銜。

## 出賽前
2003年4月6日出身於北海道早來町（今安平町）北部牧場，成長途中於拍賣會中被母系之馬主關口房朗以1億395萬日圓購入。
其後交由栗東訓練中心練馬師松田國英訓練。

## 競賽生涯

### 2歲
2005年9月11日出戰阪神競馬場2歲新馬戰，比賽途中保持於中團位置推進，可惜進入直路後未能發揮優秀的速度，最終敗於丸河勝驥等一衆對手之下以第四完賽。
9月25日出戰2歲未勝利戰，本次比賽其成功搶佔位置下選擇領放，於比賽途中輕鬆帶離對手，最終於直路上成功守住位置之下以1/2馬位取得首勝。
其後出戰公開賽萩錦標，再度以領放戰術帶出，進入直路進一步加速下拋離對手取得連勝。
11月19日出戰東京體育盃兩歲錦標，比賽初段因處於內檔起步的優秀而成功衝出進行領放，比賽途中縱然被後方的名將森遜壓迫仍然可以保持穩定節奏。進入直路後，其繼續保持一貫的走勢於內欄位置衝刺，最終逐步拉開對手下以破紀錄的1分46.9秒完賽時間取得首個分級賽冠軍。
12月11日出戰朝日盃未來錦標，賽前僅落後於Jalisco Light取得第二人氣。比賽開始後，因處於其內側的Resonar快閘，因而其讓出領放位置並選擇於對手身後的第二展開推進。最後400米通過最後彎道時，其瞬間閃出並取代失速的Resonar成爲領頭馬。進入直路後未受體力減少的影響仍然可以保持速度，最終成功抵擋後方跑出全場最快末腳的超級黃蜂的追擊取得首個一級賽冠軍。
年末，由於其以四連勝姿態贏得一級賽冠軍，因而以近乎全票的285票當選最佳2歲雄馬。

### 3歲
進入2006年，其年初出戰共同通信盃作爲年度首戰。比賽開始後，其繼續於先頭位置展開推進，並於比賽途中以稍爲緩的節奏以保留體力。進入直路後，縱然其成功跑出不俗的末腳速度並抵擋Matchless Valor的追擊，但仍然未能阻止勢頭凌厲的賞月，最終以1/2馬位差距敗於對手取得亞軍。
3月19日出戰春季錦標，本次比賽其稍爲墮後於第三、四左右的位置推進，於比賽途中仍然以較慢的節奏以等待時機。進入直路後，其隨即於所在位置衝出並和先頭的名將森遜展開纏鬥，可惜最終被對手率先透出下以頸位憾負再度得第二。
其後繼續於經典賽戰線中打拼，然而表現平平下於皋月賞、NHK一哩賽及東京優駿（日本打吡）均被對手壓過，分別獲得第五、第六及第八。
入秋後以神戶新聞盃作爲起動戰，然而於其中仍然未能成功打破僵局，最終被網亨通、名將森遜及風之歌壓制下以第四落敗。
其後陣營考慮其父系的血統後決定安排其轉往泥地賽事，然而於泥地首戰武藏野錦標因稍微失速僅獲第五，11月出戰日本盃泥地大賽更以第十三大敗。
12月17日縮程出戰本年度新設的阪神盃，賽前因此前的大敗僅獲第八人氣。比賽開始後，其選擇跟隨前方的Daiwa Passion及礦物奇趣等賽駒於前方位置推進，並於通過彎道時候稍爲墮後以抽出中檔位置加速。進入直路後，其瞬間於所在位置發力超越前方力弱的對手，其後保持速度下下亦可以頂住Precise Machine的壓力，最終以頸位優勢爆冷奪得時隔1年的勝利，亦成爲此賽事的首屆盟主。

### 4歲
2007年年初其成爲古馬後出戰京都金盃，但最終於直路失速以第十三大敗，其後陣營安排其遠征阿聯酋出戰高多芬一哩賽亦僅跑獲第六無功而還。
回國後其繼續出戰衆多賽事，然而於其中並未表現出任何亮點，最佳戰績爲於天鵝錦標敗於超級黃蜂取得第二。

### 5歲
2008年年初於阪急盃以第八落敗後隨即出戰高松宮紀念，雖然採用先行緊跟領放馬桂冠戰士推進下一度於直路取得領先，然而於最後200米突然急劇失速，最終被衆多對手超越下以第七落敗。
賽後陣營認爲其失速表現有異且可能爲受傷所致，因而安排其接受詳細檢查並確認爲左前腳肌腱斷裂，最終決定宣佈其退役的消息並於4月2日取消日本中央競馬會的賽駒註冊。

### 詳細賽績
| 日期       | 舉辦國家 | 馬場 | 距離   | 級別  | 賽事名稱           | 負重 | 騎師     | 馬號 | 出馬 | 名次 | 時間     | 頭馬（二馬）        |
| ---------- | -------- | ---- | ------ | ----- | ------------------ | ---- | -------- | ---- | ---- | ---- | -------- | ------------------- |
| 11/9/2005  | 日本     | 阪神 | 草2000 |       | 2歲新馬            | 54   | 武豐     | 6    | 9    | 4    | 2:04.8   | 丸河勝驥            |
| 25/9/2005  | 日本     | 阪神 | 草2000 |       | 2歲未勝利          | 54   | 武豐     | 2    | 10   | 1    | 2:06.6   | （網亨通）          |
| 29/10/2005 | 日本     | 京都 | 草1800 | OP    | 萩錦標             | 55   | 福永祐一 | 3    | 8    | 1    | 1:49.1   | （網亨通）          |
| 19/11/2005 | 日本     | 東京 | 草1800 | GIII  | 東京體育盃兩歲錦標 | 55   | 福永祐一 | 2    | 11   | 1    | 1:46.9   | （名將森遜）        |
| 11/12/2005 | 日本     | 中山 | 草1600 | GI    | 朝日盃未來錦標     | 55   | 福永祐一 | 12   | 14   | 1    | 1:33.7   | （超級黃蜂）        |
| 5/2/2006   | 日本     | 東京 | 草1800 | GIII  | 共同通信盃         | 57   | 福永祐一 | 6    | 11   | 2    | 1:48.5   | 賞月                |
| 19/3/2006  | 日本     | 中山 | 草1800 | GI    | 春季錦標           | 56   | 福永祐一 | 3    | 16   | 2    | 1:48.9   | 名將森遜            |
| 16/4/2006  | 日本     | 中山 | 草2000 | GI    | 皋月賞             | 57   | 福永祐一 | 1    | 18   | 5    | 2:00.5   | 名將森遜            |
| 7/5/2006   | 日本     | 東京 | 草1600 | GI    | NHK一哩賽          | 57   | 福永祐一 | 18   | 18   | 6    | 1:34.0   | Logic               |
| 28/5/2006  | 日本     | 東京 | 草2400 | GI    | 東京優駿           | 57   | 薄奇能   | 7    | 18   | 8    | 2:29.0   | 名將森遜            |
| 24/9/2006  | 日本     | 中京 | 草2000 | GII   | 神戶新聞盃         | 56   | 福永祐一 | 5    | 16   | 4    | 1:58.3   | 網亨通              |
| 28/10/2005 | 日本     | 東京 | 泥1600 | GIII  | 武藏野錦標         | 54   | 岩田康誠 | 7    | 16   | 5    | 1:35.7   | Seeking the Best    |
| 25/11/2005 | 日本     | 東京 | 泥2100 | GI    | 日本盃泥地大賽     | 55   | 内田博幸 | 3    | 15   | 13   | 2:10.2   | Alondite            |
| 17/12/2005 | 日本     | 阪神 | 草1400 | GII   | 阪神盃             | 56   | 福永祐一 | 10   | 17   | 1    | 1:20.6   | （Precise Machine） |
| 6/1/2007   | 日本     | 京都 | 草1600 | GIII  | 京都金盃           | 57   | 鮫島良太 | 15   | 16   | 13   | 1:34.9   | 礦物奇趣            |
| 31/3/2007  | 阿聯酋   | 詩柏 | 泥1600 | GII   | 高多芬一哩賽       | 57   | 蘇銘倫   | 4    | 14   | 6    | 紀錄缺失 | Spring at Last      |
| 12/5/2007  | 日本     | 東京 | 草1400 | GII   | 京王盃春季盃       | 58   | 鮫島良太 | 12   | 18   | 5    | 1:20.8   | 榮進特快            |
| 10/6/2007  | 日本     | 中京 | 草1200 | GIII  | CBC賞              | 58   | 鮫島良太 | 4    | 18   | 12   | 1:09.6   | Black Bar Spin      |
| 9/9/2007   | 日本     | 阪神 | 草1200 | GII   | 人馬錦標           | 58   | 鮫島良太 | 15   | 16   | 12   | 1:08.7   | Sans Adieu          |
| 27/10/2007 | 日本     | 京都 | 草1400 | GII   | 天鵝錦標           | 58   | 福永祐一 | 14   | 18   | 2    | 1:20.7   | 超級黃蜂            |
| 18/11/2007 | 日本     | 京都 | 草1600 | GI    | 一哩冠軍賽         | 57   | 柏兆雷   | 6    | 18   | 12   | 1:33.6   | 大和主將            |
| 16/12/2007 | 日本     | 阪神 | 草1400 | JpnII | 阪神盃             | 57   | 鮫島良太 | 12   | 18   | 12   | 1:21.1   | 鈴鹿鳳凰            |
| 2/3/2008   | 日本     | 阪神 | 草1400 | GIII  | 阪急盃             | 57   | 川田將雅 | 13   | 16   | 8    | 1:21.5   | 桂冠戰士            |
| 30/3/2008  | 日本     | 中京 | 草1200 | GI    | 高松宮紀念         | 57   | 川田將雅 | 9    | 18   | 7    | 1:07.5   | 精雕微琢            |

## 退役後
退役後，李察靈駒成爲了配種馬，於北海道新日高町Arrow Stud休養，在2009年進行配種，首批子嗣於2010年出生。首批子嗣可於2012年出賽。2016年5月28日，Nihonpiro Baron在京都跳欄賽取勝，成爲首匹勝出分級賽的子嗣。8月14日，Riccardo在榆樹錦標取勝，成爲首匹勝出平地分級賽的子嗣。2018年12月22日，Nihonpiro Baron於中山大障礙取勝，成爲首匹勝出一級賽的李察靈駒子嗣。
2014年10月4日由配種馬退役，前往同町的橋本牧場豐畑分場進行養老生活。
2016年12月，於養老地開始以乘騎馬身份工作。
2019年，其被轉移至廣島縣三原市苅谷馬術俱樂部繼續生活。

### 主要子嗣

#### 一級賽優勝子嗣
粗體字為一級賽
2010年生
- Nihonpiro Baron（京都跳欄賽、中山大障礙）

#### 分級賽優勝子嗣
2011年生
- Riccardo（榆樹錦標）

## 血統簡介
父系大洋船爲美國生產的日本賽駒，於草地泥地賽事均有表現，曾勝出NHK一哩賽及日本盃泥地大賽。祖父French Deputy爲美國賽駒，生涯戰績不俗，曾勝出二級賽。
母系靈犬爲日本賽駒，生涯戰績不俗，曾勝出報知盃四歲牝馬特別、新山紀念及美人魚錦標等分級賽。外祖父週日寧靜是美國三冠賽雙冠馬，退役後在日本配種，在日本馬壇相當成功，贏得多項分級賽事，其子嗣贏得巨額獎金，連續12年成為日本冠軍種馬。

### 血統表
| 父線：Vice Regent系（北地舞人系）  |                               |                 |                    |
| 種馬 大洋船 1998年（灰色）         | French Deputy 1990年（栗色）  | Deputy Minister | Vice Regent        |
| 種馬 大洋船 1998年（灰色）         | French Deputy 1990年（栗色）  | Deputy Minister | Mint Copt          |
| 種馬 大洋船 1998年（灰色）         | French Deputy 1990年（栗色）  | Mitterand       | Hold Your Peace    |
| 種馬 大洋船 1998年（灰色）         | French Deputy 1990年（栗色）  | Mitterand       | Laredo Lass        |
| 種馬 大洋船 1998年（灰色）         | Blue Avenue 1990年（灰色）    | Classic Go Go   | Pago Pago          |
| 種馬 大洋船 1998年（灰色）         | Blue Avenue 1990年（灰色）    | Classic Go Go   | Classic Perfection |
| 種馬 大洋船 1998年（灰色）         | Blue Avenue 1990年（灰色）    | Eliza Blue      | Icecapade          |
| 種馬 大洋船 1998年（灰色）         | Blue Avenue 1990年（灰色）    | Eliza Blue      | Corella            |
| 繁殖雌馬 靈犬 1996年（深棗色）     | 週日寧靜 1986年（棕色）       | Halo            | Hail to Reason     |
| 繁殖雌馬 靈犬 1996年（深棗色）     | 週日寧靜 1986年（棕色）       | Halo            | Cosmah             |
| 繁殖雌馬 靈犬 1996年（深棗色）     | 週日寧靜 1986年（棕色）       | Wishing Well    | Understanding      |
| 繁殖雌馬 靈犬 1996年（深棗色）     | 週日寧靜 1986年（棕色）       | Wishing Well    | Mountain Flower    |
| 繁殖雌馬 靈犬 1996年（深棗色）     | Rustic Belle 1990年（深棗色） | 淘金者          | Raise a Native     |
| 繁殖雌馬 靈犬 1996年（深棗色）     | Rustic Belle 1990年（深棗色） | 淘金者          | Gold Digger        |
| 繁殖雌馬 靈犬 1996年（深棗色）     | Rustic Belle 1990年（深棗色） | Ragtime Girl    | Francis S.         |
| 繁殖雌馬 靈犬 1996年（深棗色）     | Rustic Belle 1990年（深棗色） | Ragtime Girl    | Swinging Doll      |
| 雌系：號族：20-a                   |                               |                 |                    |
| 五代內近親交配：Raise a Native 4×5 |                               |                 |                    |

## 命名由來
名字中，Fusaichi（フサイチ）是馬主關口房朗的冠名，出自其名字中的「房」（フサ）加上「一」（イチ）組成，Richard（リシャール）來自白蘭地牌子軒尼詩李察干邑，香港則忽略冠名部分，只取後半部分，翻譯为「李察靈駒」。

## 外部連結
- 李察靈駒 netkeiba.com （页面存档备份，存于）
- 血統表 （页面存档备份，存于）